# Bruno Davézé
Bruno Davézé, né le 5 juin 1967 à Orléans, est un acteur français.

## Biographie
Né à Orléans en 1967, il est l'aîné d'une famille de 3 enfants dont le père est accordéoniste et la mère commerçante. En 1991, il entre au Conservatoire d'art dramatique d'Orléans, où il a pour professeurs Jean-Claude Cotillard, Niseema Theillaud et Nicole Mérouze. En parallèle, il suit une formation pluridisciplinaire à l'école technique et expérimentale du spectacle sous l'égide d'Hélène Hily et poursuit des études théâtrales supérieures à la Sorbonne. Repéré comme mime-automate à Montmartre, il intervient dans des  cabarets parisiens, tels que Chez Régine et le Cabaret sauvage, mais aussi en tournée en Suisse, en Corée du Sud, à Madère.
En 2000, il crée au Théâtre André Bourvil son premier solo théâtral et musical en hommage à Bourvil : C'était bien, mis en scène par Ugo Broussot. Il le jouera à Paris jusqu'en 2004. Sur scène, il interprète un vieil alcoolique itinérant dans Osceola, un sdf dans Les naufragés, un géant  dans La nuit des exclus, un gardien  d'immeuble dans La tour de Babeth". En 2011, il joue Bottom dans l'adaptation de Richard Demarcy de "Un certain songe, une nuit d'été" au Grand Parquet à Paris.
Au cinéma en 2015, il est Iégor dans Anton Tchekhov-1890 de René Féret. En 2018, avec son physique imposant (presque 2 mètres) et son phrasé singulier, il est à l'affiche des films-jumeaux de Paul Vecchiali Les Sept Déserteurs ou la guerre en vrac et Train de vies ou les voyages d'Angélique.
En 2019, sa ressemblance avec Charles de Gaulle lui permet de l'incarner dans le docu-fiction en 3 parties De Gaulle signé Serge Tignères.

## Filmographie

### Cinéma

#### Longs métrages
- 2005 : 13 tzameti de Gela Babluani : le joueur No 10
- 2008 : Mes amis, mes amours de Lorraine Lévy : le maître de cérémonie
- 2009 : La Guerre des miss de Patrice Leconte : le sosie de Marilyn Manson
- 2009 : Erreur de la banque en votre faveur de Michel Munz et Gérard Bitton : un invité
- 2010 : Le Baltringue de Cyril Sebas : le garde du corps russe
- 2015 : Anton Tchekhov-1890 de René Féret : Iègor
- 2017 : Les Sept Déserteurs ou la guerre en vrac de Paul Vecchiali : Serge
- 2017 : Train de vies ou les voyages d'Angélique de Paul Vecchiali : Serge

#### Courts métrages
- 2003 : Gigolo ou Archives de nuit de Bastian Schweitzer : un gigolo
- 2004 : Un peu d'air frais de Franck Ekinci : l'homme de la forêt
- 2005 : L'étrange petite enquête de l'inspecteur Le Noir de Nicolas Poukalov : Alberto
- 2012 : Photok.com de Joris Augustin : Monsieur Moulineaux
- 2013 : Le Treizième plan de Joris Augustin : le professeur de cinéma
- 2016 : Tintin et Haddock de Simon Bonnami : le Capitaine Haddock
- 2016 : Je suis une abnégation de King Pierre Ngulungu : le père
- 2016 : L'Homme qui plantait des arbres de Baptiste Sibony : l'homme
- 2016 : Le Café du coin de Marvin Armand : Marc
- 2017 : Duck Tape de Hugo Sigwalt : Bob
- 2017 : La Disparue de Sophie Gauthier : le père
- 2018 : Le Treizième membre de Lotfaï  Bouri : l'ours
- 2018 : Vent de panique de Marguerite Pellerin : le maire
- 2018 : Chez elle d'Arsène Besson : Jacques, l'auteur
- 2018 : Les Réseaux sociaux de Kevin N'Guyen : le directeur
- 2019 : Comment j'ai rencontré Kader de Tom Vives : Bernard
- 2019 : L'Invité de Geoffrey Kenner : Charles

### Télévision

#### Téléfilm
- 2008 : Le Malade imaginaire de Christian de Chalonge : un médecin / un serviteur / un paysan

#### Docu-fiction
- 2018-2019 : De Gaulle de Serge Tignères en 3 parties : Charles de Gaulle
  - 2018 La Première des batailles
  - 2019 Partis de rien
  - 2019 Liberations

#### Séries télévisées
- 2007 : Un flic, 1 épisode de Frédéric Tellier : un garde du corps
  - Saison 1, épisode 1 : Confusion des peines
- 2007 : Paris, enquêtes criminelles, 1 épisode : un fou
- 2009 : Palizzi, 1 épisode de Jean Dujardin : un joueur de poker
  - Saison 2, épisode 16 : Poker Hold'hem pas ça

## Théâtre

### Comédien
- 2000-2004 : C'était bien, spectacle hommage à Bourvil, mise en scène Ugo Broussot, Théâtre André Bourvil à Paris
- 2004 : Osceola de Michel Dennielou, mise en scène Olivier Thebault
- 2005 : Les Naufragés d'après l'essai éponyme de Philippe Declerk, mise en scène Isabelle Barbéris
- 2005 : La Nuit des Exclus de Joël Chalude, mise en scène de l'auteur, Scène Nationale de Marseille
- 2007 : La tour de Babeth de Karim Houfaid
- 2007 : Suivez le guide de Michel Béatrix, Centre culturel d'Étampes
- 2010-2013 : Un certain songe une nuit d'été de Richard Demarcy, mise en scène de l'auteur, Le Grand Parquet Paris, en tournée au Portugal et en Roumanie
- 2016 : Le Rainbow de Gabrielle Caldéron